# بهاميون أمريكيون
أمريكيون من أصل بهامي. هناك ما يقدر بـ 56498 شخص من أصل البهامي الذين يعيشون في الولايات المتحدة اعتبارا من عام 2015.

## روابط خارجية
- الرابطة الأمريكية الباهامية
- الجمعية الثقافية الأمريكية الباهامية نسخة محفوظة 27 سبتمبر 2007 على موقع واي باك مشين.
- مجلس جزر البهاما المعنيين بالخارج
- أصدقاء جزر البهاما
- National Association of the Bahamas
- Office of the Bahamas Consulate General in New York
- Online version (made available for public use by the State Archives of Florida) of a 1939 WPA exhibit on Bahamian Americans of Florida